# 飲酒·其五
《飲酒·其五》是中國東晉時期士大夫與詩人陶渊明最著名的詩:23，也是他的代表作之一。:11，詩文如下：
| “ | 結廬在人境，而無車馬喧。問君何能爾，心遠地自偏。採菊東籬下，悠然見南山。山氣日夕佳，飛鳥相與還。此中有真意，欲辯已忘言。 | ” |

## 創作背景
东晋義熙十二年（416年），劉裕調集全國兵力，五路向西討伐後秦，克洛陽，西晉故都得以光復，次年（417年）再克長安，消息傳回江南，東晉朝野一片歡騰。朝廷封劉裕宋公，加九錫，位在各諸侯之上。劉裕囂張跋扈，篡奪晉室是遲早的事。當年秋天，陶淵明想到東晉若滅亡，曾祖父陶侃赫赫功績將一筆勾銷，心中悶悶不樂，不如一醉方休。醉酒後詩興大發，得20首詩，而後再修改潤色，命名為《飲酒》，此為其五。

## 解說
車馬聲暗指公卿貴族的來訪:23，作者和農夫野老結鄰，生活在人間世界，脫離了官場，和官場中人再沒有什麼來往，心思遠離名利場上的競逐，那怕住在車馬路旁，也像深山那樣清靜:401。採菊時忽然廬山映入眼簾:188，詩人抬頭凝視遠處的南山:24，心往神馳於遠山:190，有物我兩忘，和氣周流的妙諦:318。

## 賞析
詩文格調寧靜自然，境界飄逸，遠超塵俗，主人公與自然景物融為一體，沉浸在大自然中:12。
東籬悠閑，菊花高雅，作者從容自得，不受限制。斜陽照耀下，山上的煙嵐不斷變化，飛鳥結隊回來，找到托身之所，在即將降臨的黑暗中，飛鳥聯翩歸山，顯得渺小無助，轉瞬即逝。詩人在一片黃昏美景中體會到一份宇宙和人生的真諦，想弄清楚說明白，卻不是語言所能傳達的，因為這不是人人都能達到的人生境界:402-403。
最後一聯用了《莊子》得意忘言的典故:24，認為「真」的意蘊是不需語言說明的，人為分析愈細，反而離真實愈遠。此詩「採菊東籬下，悠然見南山」兩句，在中、日、韓都備受推崇，受到極高讚賞:11-12。

## 評價
王國維《人間詞話》：「『採菊東籬下，悠然見南山。』『寒波澹澹起，白鳥悠悠下。』無我之境也。有我之境，以我觀物，故物我皆著我之色彩。無我之境，以物觀物，故不知何者為我，何者為物。古人為詞，寫有我之境者為多，然未始不能寫無我之境，此在豪傑之士能自樹立耳。」